# 72小時前哨救援
《72小時前哨救援》（英語：The Outpost）是一部2020年美國戰爭劇情片，由洛·路瑞執導，艾瑞克·強森（Eric Johnson）和保羅·湯瑪西（Paul Tamasy）編劇，改編自傑克·泰普2012年描述卡姆代什戰役的著作《被遺忘的前哨》（The Outpost: An Untold Story of American Valor）；故事敘述一支美軍部隊在阿富汗偏僻的一處前哨站中與數百名塔利班士兵團團包圍並展開戰鬥。主演包括史考特·伊斯威特、卡賴伯·蘭里·瓊斯、奧蘭多·布魯和米洛·吉勃遜。
《72小時前哨救援》2020年7月2日起在美國部分戲院有限上映，隔日以VOD的方式發行。

## 劇情
在持久自由军事行动中，最初為了讓當地人參與社區發展而在阿富汗東北部、離巴基斯坦邊境僅14英里的三座陡峭山峰底部建設了一處美軍前哨站，但該哨點卻不斷遭到塔利班份子的侵擾，這使美軍決定關閉此處。但未料，塔利班卻在此前展開了強大的攻擊，這使53名美國士兵用僅剩的72小時與約四百名敵軍作戰。

## 演員
- 史考特·伊斯威特飾演柯林·羅梅沙上士（英语：Clinton Romesha）
- 卡賴伯·蘭里·瓊斯飾演泰·麥可·卡特（英语：Ty Carter）特種技術人員
- 奧蘭多·布魯飾演班傑明·D·基廷中尉（1st Lieutenant Benjamin D. Keating）
- 傑克·凱西（英语：Jack Kesy）飾演喬許·寇克中士（Sgt. Josh Kirk）
- 科里·哈德里克（英语：Cory Hardrict）飾演弗農·馬丁中士（Sgt. Vernon Martin）
- 米洛·吉勃遜飾演羅伯·耶萊斯卡斯上尉（Captain Robert Yllescas）
- 雅各布·西皮奧飾演賈斯汀·T·加萊戈斯上士（Staff Sergeant Justin T. Gallegos）
- 泰勒·約翰·史密斯飾演安德魯·邦德曼中尉（1st Lieutenant Andrew Bundermann）
- 詹姆斯·賈格爾（James Jagger）飾演克里斯·瓊斯（Chris Jones）
- 強納森·尹格（Jonathan Yunger）飾演強納森·希爾三級軍士長（SFC Jonathan Hill）

## 製作
2018年5月，據報導，史考特·伊斯威特、卡賴伯·蘭里·瓊斯和奧蘭多·布魯將主演阿富汗戰爭電影《72小時前哨救援》，由洛·路瑞執導，千年傳媒（Millennium Media）製作。該片改編自駐地記者傑克·泰普的2012年著作《被遺忘的前哨》（The Outpost: An Untold Story of American Valor）。主要拍攝於2018年8月起開始進行，同時米洛·吉勃遜也加入了演出陣容。拍攝大多在保加利亞進行，於2018年10月中旬殺青。

## 發行
《72小時前哨救援》原定2020年3月14日在西南偏南影展首映，但由於2019冠狀病毒病疫情的影響而取消。2020年4月，銀幕傳媒影業買下了該片的北美發行權。《72小時前哨救援》2020年7月3日以隨選視訊（VOD）的方式在美國發行，7月2日至5日在已恢復營業的影院（500個大銀幕）有限上映。該片在臺灣由海樂影業定於2020年6月24日上映，成為最早在院線發行該片的市場。

## 迴響
《72小時前哨救援》整體獲得了正面居多的評價。匯總媒體網站爛番茄基於39條評論，該片持有92%的新鮮度，平均評分為7.45／10。而在Metacritic上根據11篇影評則獲得了69分（滿分100）。

## 外部連結
- 互联网电影数据库（IMDb）上《72小時前哨救援》的资料（英文）
- 爛番茄上《72小時前哨救援》的資料（英文）